# Mess (banda)
Mess foi uma banda  austríaca que representou o seu país no Festival Eurovisão da Canção 1982 interpretando a canção em  alemão Sonntag (Domingo).
A banda era composta por um duo constituído por  Fritz (nome verdadeiro: Michael Scheikl) e  Elisabeth 'Lizzy' Engstler. A canção foi composta por Michael Mell e escrita por  Rudolf Leve, o orquestrador foi  Richard Österreicher. A canção terminou em 9º lugar (18 países)  (57 pontos). Michael esteve casado com  Elisabeth mas já se divorciaram . Elizabeth hoje em dia trabalha como apresentador na televisão pública austríaca ORF, enquanto Michael ainda é músico, tendo ganho em 1992 o Prémio World Music do Mónaco.
.